# Коперниківський період
Коперниківський період — період геологічної історії Місяця, що настав після ератосфенівського і триває дотепер. Був виділений для позначення часу утворення кратерів із яскравими променями, подібних до кратера Коперник. Із часом такі промені зникають, і тому їх мають лише молоді кратери. Інших деталей поверхні протягом періоду на Місяці майже не з'явилося, оскільки його надра були вже надто холодні для масштабної геологічної активності.
Датування початку періоду дуже непевне. Це пов'язане не лише з проблематичністю визначення віку кратерів, а й з тим, що в різних випадках промені зникають із різною швидкістю. Ймовірно, нижню межу періоду треба проводити в інтервалі 1,25–2,2 млрд років тому. Широкого розповсюдження набули оцінки 1,1 та 2,1 млрд років тому. Є підстави проводити цю межу на відмітці 0,75 млрд років тому (тривалість потьмяніння порід під дією випромінювання), і в такому випадку вік кратера Коперник не буде коперниківським. Втім, є дані, що згадана тривалість може варіювати в межах 0,25 — 2-3 млрд років (а час існування променів — ще сильніше).
Виділення цього періоду запропонували в 1962 році Юджин Шумейкер та Роберт Хакман, засновники сучасного поділу історії Місяця на періоди.

## Визначення нижньої межі
Коперниківський період зазвичай визначають як час утворення кратерів, яскраві промені яких збереглися дотепер. Однак, по-перше, вік кратерів визначити важко, а по-друге, яскравість променів залежить не лише від віку кратера, а й від складу його викидів та підстилаючої поверхні.
Промені кратерів утворені частково викинутою з них речовиною, а частково місцевим ґрунтом з невеликої глибини, що опинився на поверхні при падінні цієї речовини (наприклад, викидами вторинних кратерів). Ґрунт із глибини спочатку світліший за поверхневий, а з часом тьмянішає під дією сонячного вітру та космічних променів. Окрім того, промені знищують наслідки метеоритного бомбардування, перемішучи реголіт.
Якщо промінь утворений викидами того ж складу, що поверхня під ним, то він зникне відносно швидко. Якщо ж він утворений світлими материковими породами, викинутими на темну морську поверхню, космічне випромінювання не здатне остаточно його знищити. Він може зникнути лише від метеоритного бомбардування, що займає більше часу (за деякими оцінками, >3 млрд років).
Хоча коперниківський період названо за ім'ям кратера Коперник, його початок не прив'язаний до утворення цього кратера. Серед променястих кратерів Коперник є відносно старим (його промені не дуже яскраві), але не найстаршим. Вік Коперника оцінюють приблизно у 800 млн років (ця цифра отримана з досліджень зразків порід, походження яких — щоправда, не зовсім впевнено — пов'язують з ударом, що створив цей кратер). Більш давніми променястими кратерами є Арістілл та Автолік. Для зразків порід, які, ймовірно, належать до викидів цих кратерів, отримано значення віку 1,3 та 2,1 млрд років відповідно. За деякими оцінками, Автолік — один із найстарших кратерів із променями, і це стало основою для пропозиції вважати час його утворення початком цього періоду. За іншими даними, існують і ще старші променясті кратери (близько 3 млрд років). Окрім того, деякі дослідження вказують на те, що промені Автоліка та Арістілла вже досягли «оптичної зрілості» (не здатні далі тьмяніти під дією випромінювання) і, таким чином, те, що вони збереглися дотепер — результат не стільки молодості цих кратерів, скільки їх утворення у світлих породах.
Названі проблеми визначення початку періоду призвели до пропозиції засновувати його визначення не на яскравості променів, а на «оптичній зрілості» поверхні. Цей варіант теж пов'язаний з деякими труднощами, зокрема, з тим, що час досягнення цієї зрілості відомий з низькою точністю. Однак відмічено, що викиди Коперника майже «зрілі» і, отже, цей час ненабагато більший за його вік, що становить 0,8 млрд років. За іншими даними, ці викиди вже зовсім «зрілі», а згаданий час менший за вік кратера і становить 0,75 млрд років. У такому випадку коперниківський період почався вже після утворення Коперника. Втім, є дані, що час досягнення «оптичної зрілості» варіює дуже сильно: за цими даними, він залежить від хімічного складу ґрунту і для порід морів становить близько 0,25 млрд років, а для порід височин — 2–3 млрд.

## Ідентифікація об'єктів коперниківського віку

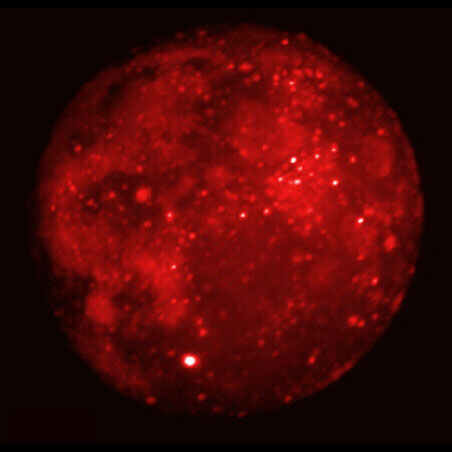
Інфрачервоний знімок Місяця під час затемнення. Молоді кратери виглядають яскравими точками, старі не помітні. Найяскравіший кратер — Тихо.

Головна ознака, за якою місячні кратери зазвичай відносять до коперниківських, — наявність яскравих променів. Окрім того, ці кратери добре збережені: їх краї дуже чіткі, тоді як у старих кратерів вони згладжені та зруйновані метеоритним бомбардуванням (що призводить, зокрема, до зменшення глибини). Великі кратери ератосфенівського періоду зазвичай теж добре збережені, але вже не мають променів.
Важливий спосіб визначення віку деталей поверхні небесних тіл заснований на підрахунку кратерів, що накопичилися на цих деталях за час їх існування. Концентрація кратерів діаметром ≥1 км на ділянках коперниківського віку становить <750 шт/млн км2 для поверхні морів та <1000 шт/млн км2 для поверхні кратерів.
Окрім того, вік кратерів можна оцінити за інфрачервоними спостереженнями під час місячного затемнення: поверхня молодих кратерів охолоджується повільніше, ніж інші ділянки, і ці кратери лишаються «гарячими точками». Це наслідок того, що там ще нема товстого суцільного теплоізолюючого шару дрібних уламків. Так, кратер Тихо під час затемнень принаймні на 50° тепліший за околиці. Для ератосфенівських кратерів цей ефект значно менший. Ступінь подрібненості речовини, що вкриває кратер, можна визначати і за радіолокаційними даними.

## Об'єкти, що утворилися протягом періоду
У коперниківському періоді місячний ландшафт змінювався мало. Деталі рельєфу, що тоді з'явилися, займають лише кілька відсотків місячної поверхні. Це в першу чергу кратери від ударів космічних тіл. Надра Місяця були вже надто холодні для інтенсивної геологічної активності, й утворення морів у цьому періоді майже припинилося. Дуже мало було й проявів тектонічних процесів. Однак відомо більше десятка морських ділянок, які, судячи з низької концентрації кратерів, могли з'явитися саме тоді. Можливо, такий вік мають і деякі вулканічні кратери (наприклад, у кратері Шредінгер). До тектонічних об'єктів коперниківських часів належать дрібні грабени і, можливо, деякі гряди та лопатеподібні уступи. У цьому ж періоді утворилися меніскові западини (такі як Іна) — своєрідні об'єкти невідомого походження.
До найбільших кратерів коперниківського періоду належать сам Коперник, Тихо, Евдокс, Стевін, Цуккі, Карпентер, Філолай, Хайн на видимому боці Місяця та Кінг, Шаронов, О'Дей, Джексон, Вавілов та Робертсон на зворотному.
Коперниківськими є всі місячні кратери діаметром до 50 м, бо старші кратери таких розмірів уже зруйновані.
Карта деталей місячної поверхні, що утворилися в коперниківському періоді (Д. Вільгельмс, Геологічна служба США, 1987). Чорне — кратери, жовте — їх викиди, червоне — моря:

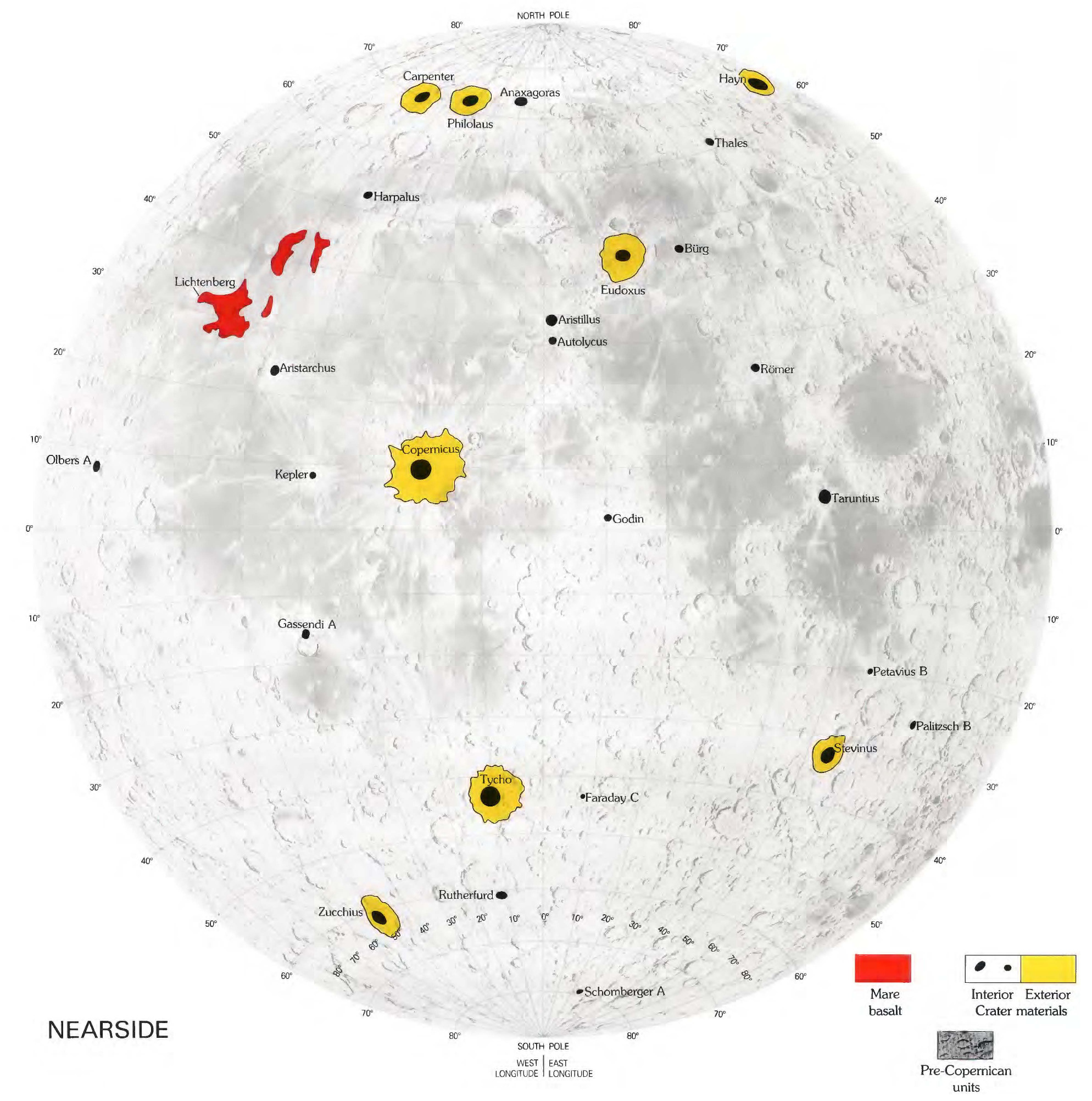
Видимий бік
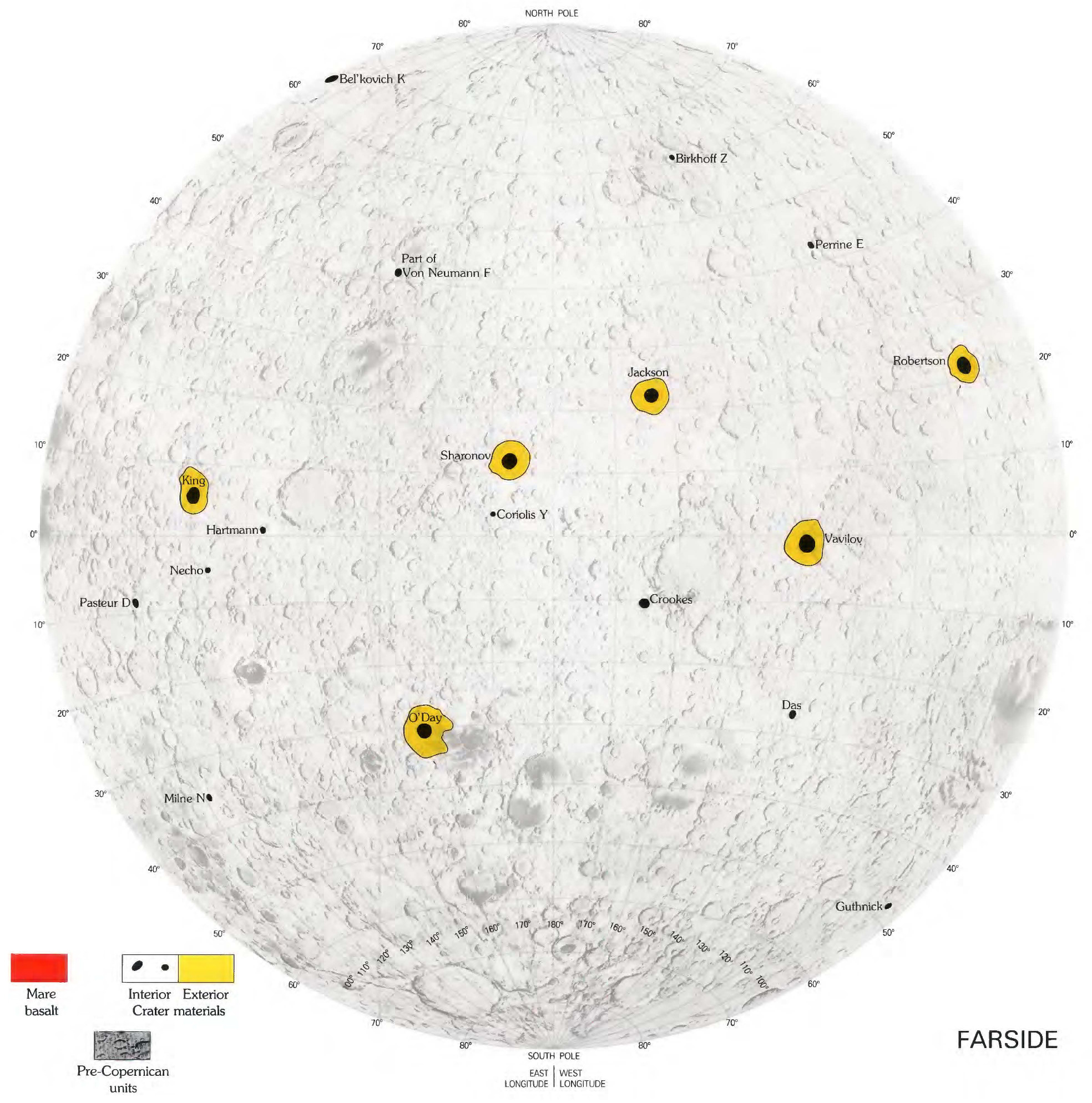
Зворотний бік